# Ledropsella monstrosa
Ledropsella monstrosa är en insektsart som beskrevs av Evans 1939. Ledropsella monstrosa ingår i släktet Ledropsella och familjen dvärgstritar. Inga underarter finns listade i Catalogue of Life.